# Draževac
Draževac es un pueblo ubicado en el municipio de Obrenovac, en Belgrado, Serbia.

## Superficie
Posee una superficie de 20,40 kilómetros cuadrados.

## Demografía
Hasta 2022 la población era de 1056 habitantes, con una densidad de población de 51,75 habitantes por kilómetro cuadrado.